# Fläckebo distrikt
Fläckebo distrikt är ett distrikt i Sala kommun och Västmanlands län. Distriktet ligger omkring Fläckebo i nordöstra Västmanland. 

## Tidigare administrativ tillhörighet
Distriktet inrättades 2016 och utgörs av Fläckebo socken i Sala kommun.
Området motsvarar den omfattning Fläckebo församling hade vid årsskiftet 1999/2000. 

## Tätorter och småorter
I Fläckebo distrikt finns en tätort och en småort.

### Tätorter
- Sätra brunn (del av)

### Småorter
- Fläckebo och Hassmyra